# Bos Nieuwenhove
Het Bos Nieuwenhove of Geitebos is een natuurgebied in de Vlaamse Ardennen in Zuid-Oost-Vlaanderen (België). Het bosgebied  ligt tussen Zandbergen en Nieuwenhove, deelgemeentes van de stad Geraardsbergen. Het is een loofbos met voornamelijk beuk. In het bos leeft onder andere ree. Het bos is erkend als Europees Natura 2000-gebied (Bossen van de Vlaamse Ardennen en andere Zuid-Vlaamse bossen) en maakt deel uit van het Vlaams Ecologisch Netwerk. Het bos is privébezit en al meer dan 400 jaar in handen van de adellijke familie de Lalaing, eigenaars van het Kasteel de Lalaing in Zandbergen.

## Afbeeldingen

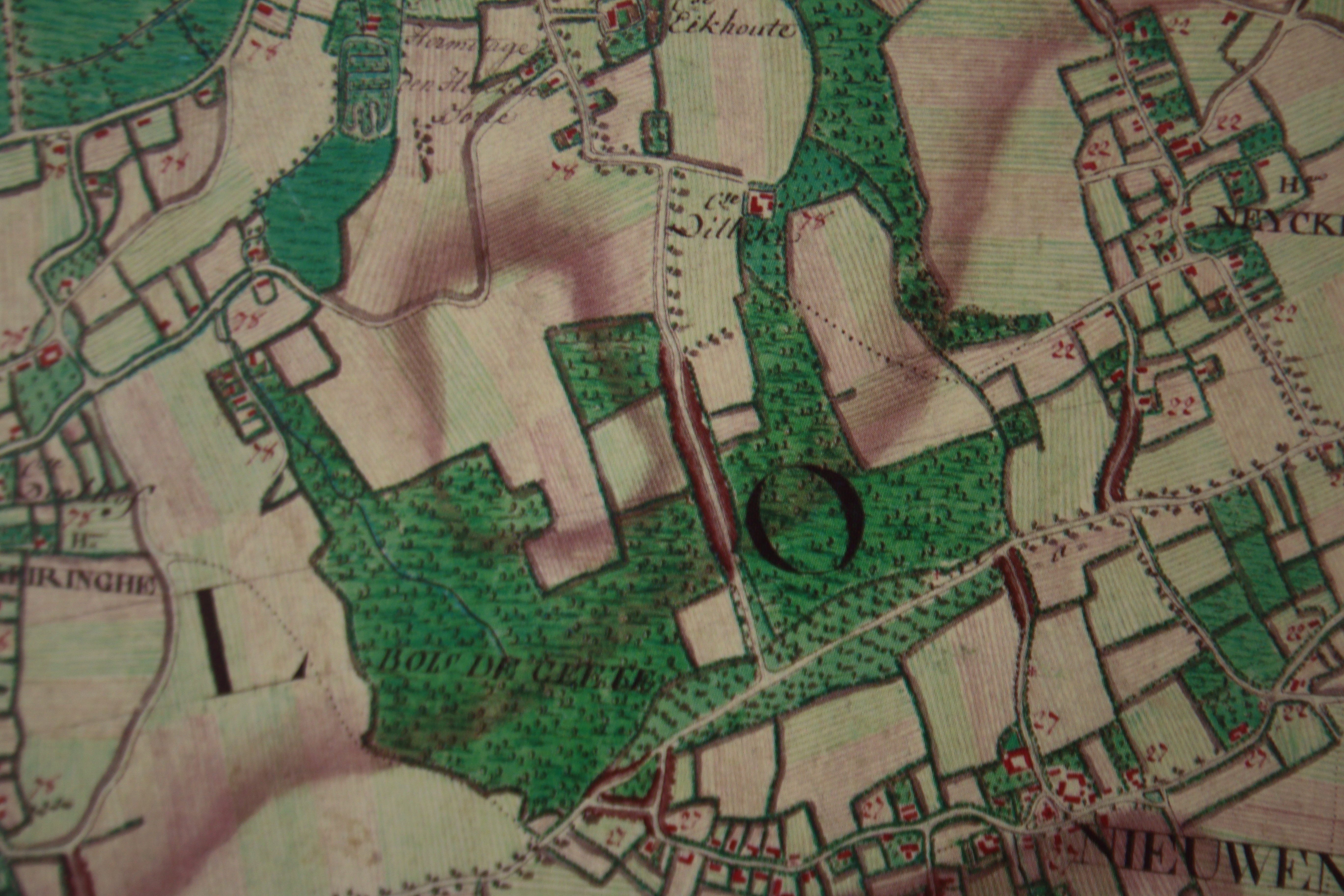
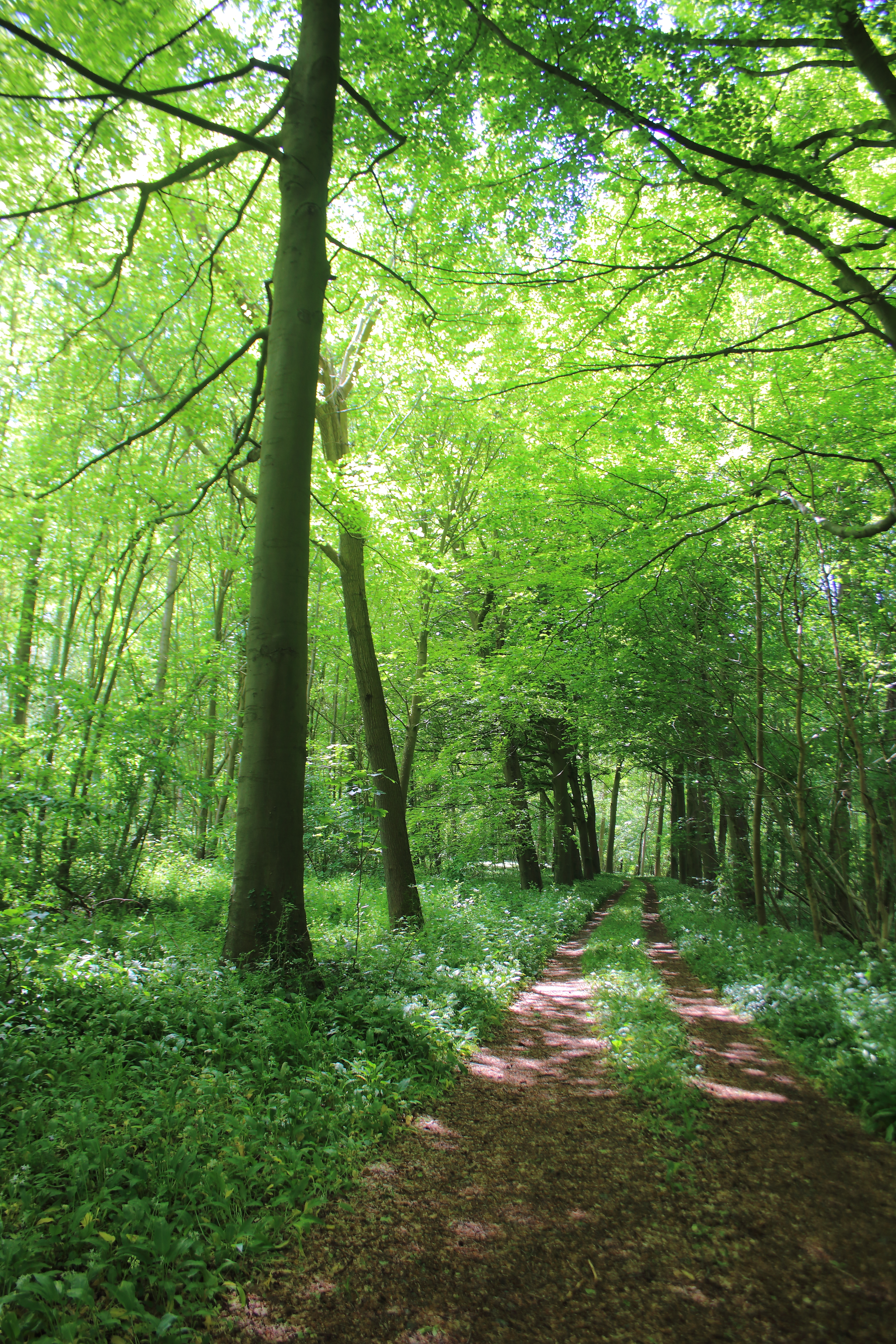
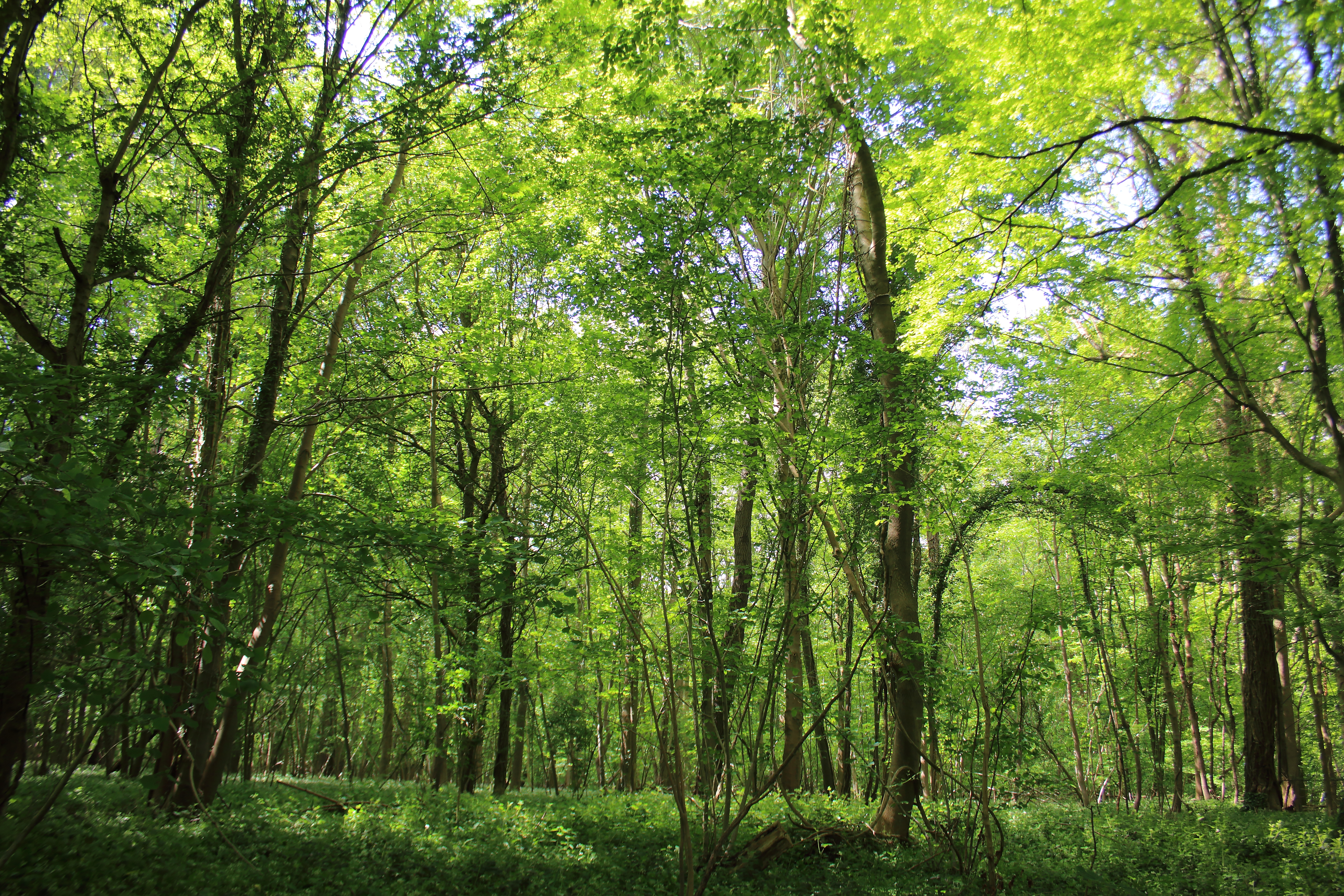